# حمزة عناني
حمزة عناني (بالفرنسية: Hamza Anani)‏ (من موليد 6 يناير 1991 في برباشة) هو لاعب كرة قدم محترف جزائري. يلعب حاليًا كمهاجم للنادي الجزائري أمل عين مليلة لرابطة المحترفين الأولى.

## روابط خارجية
- حمزة عناني على موقع قاعدة بيانات كرة القدم.إي يو (الإنجليزية)
- حمزة عناني على موقع Soccerway.com (الإنجليزية)